# Vazal
Vazal je zgodovinski naziv, ki se uporablja za spremljevalca, ki se je zavezal, da bo svojemu močnemu zaščitniku zvest do konca življenja.

## Izvor
Beseda sama najverjetneje izvira iz keltske besede gwas, ki je prvotno pomenila fant in se je prenesla v srednjeveško latinščino kot vasallus.
Prvi vazali so se pojavili pod Merovingi, sprva so bili nesvobodni državljani, šele v 7. stoletju pa so postali svobodni pripadniki nižjih slojev. V 8. stoletju se je začel ugled vazalov dvigati in v 9. stoletju so dosegli status fevdalcev.

## Fevdalci
Prva vladarja, ki sta vazale povzdignila med fevdalce sta bila Karel Martel in njegov sin Pipin Mali. Svojim vazalom sta namreč posojala cerkveno zemljo (tako imenovane beneficije). Ti, t. i. kronski vazali so pomagali k centralizaciji merovinške in karolinške oblasti. Predstavljali so namreč protiutež deželnim fevdalcem, ki so na neki način spodkopavali oblast. 
Razlika med vazali in fevdalci izgine takrat, ko je posojena zemlja prešla v dedno last, kar se je zgodilo pod Karlom Velikim, ki je za svoje številne vojne potreboval veliko zanesljivih podložnikov, ki jih je na tak način pridobil na svojo stran.